# Fallou Mbacké
Pour les articles homonymes, voir Mbacké.
Serigne Mouhamadou Fadl Mbacké, né le 27 juin 1888 à Darou Salam et mort le 6 août 1968 à Touba, est un dignitaire religieux musulman sénégalais. Il est le deuxième calife des mourides de 1945 jusqu'à sa mort en 1968.

## Biographie
Cheikh Fallou Mbacké, de son nom complet Cheikh Mouhamed Fadel Mbacké, est le second fils de Cheikh Ahmadou Bamba. Né le 27 juin 1888 à Darou Salam, jour commémoratif de l'ascension de Mahomet, il est le fils de Soxna Awa Bousso, issue d'une lignée d'éminents érudits ayant produit plusieurs imams à Touba. Son éducation coranique débute sous la tutelle de Serigne Ndame Abdourahmane Lo, où il mémorise le Coran. Par la suite, il poursuit ses études théologiques auprès de son oncle, Mame Mor Diarra Mbacké, avant de les achever avec son frère, Cheikh Mouhamadou Moustapha Mbacké, sous la direction de leur père en Mauritanie.
En 1928, Cheikh Fallou accomplit le pèlerinage à La Mecque, réalisant ainsi le vœu inaccompli de son père. Après le décès de son frère aîné, Cheikh Moustapha Mbacké, il devient Khalife général des mourides le 13 juillet 1945. Sous son leadership, il s'attèle vigoureusement à la construction de la grande mosquée de Touba, qu'il inaugure le 7 juin 1963.
Cheikh Fallou Mbacké était réputé pour le don supposé de voir ses prières exaucées, comme s'il commandait aux éléments. Il entretenait également une relation proche avec le président sénégalais Léopold Sédar Senghor, un chrétien, ce qui était remarquable dans un pays majoritairement musulman.
Il décède le 6 août 1968 à Touba, laissant derrière lui un héritage important. Son frère cadet, Abdoul Ahad Mbacké, lui succède à la tête de la confrérie mouride. Le Magal, célébré chaque année pour commémorer son anniversaire, demeure un événement majeur attirant des centaines de milliers de disciples.